# Christa Ludwig

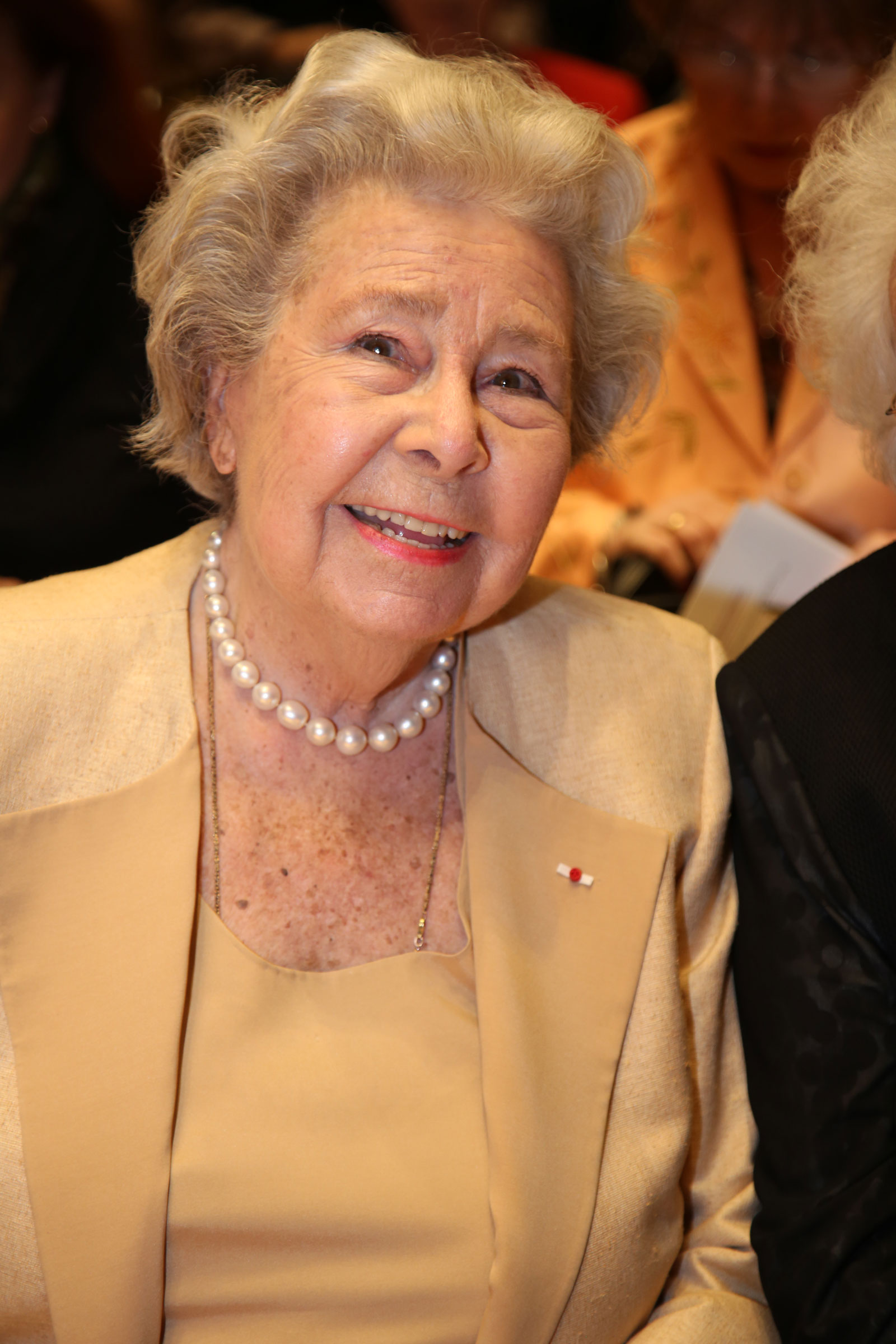
Christa Ludwig beim Internationalen Hilde-Zadek-Gesangswettbewerb 2015

Christa Ludwig (* 16. März 1928 in Berlin; † 24. April 2021 in Klosterneuburg) war eine deutsche Opern- und Konzertsängerin (Mezzosopran).

## Leben
Christa Ludwigs Vater Anton Ludwig (1888–1957) war Sänger und Opernintendant (unter anderem in Aachen, Hanau, Gießen), ihre Mutter Eugenie Besalla-Ludwig (1899–1993) war Altistin und Gesangspädagogin. Die Mutter war die einzige Gesangslehrerin ihrer Tochter; bis weit hinein in den Verlauf der Karriere ihrer Tochter beobachtete und förderte sie deren stimmliche Entwicklung. Im Alter von 17 Jahren hatte Christa Ludwig ihren ersten öffentlichen Auftritt in Gießen. Ein Jahr später wechselte sie an die Oper Frankfurt und debütierte als Prinz Orlowsky (Die Fledermaus). Bis 1952 blieb sie in Frankfurt am Main. Es folgten Engagements an die Landestheater Darmstadt (1952 bis 1954) und Hannover (1954 bis 1955).
Während der Jahre in Frankfurt und Darmstadt wirkte Christa Ludwig regelmäßig bei den Donaueschinger Musiktagen für zeitgenössische Tonkunst mit und sang Werke von Luigi Dallapiccola, Pierre Boulez und Luigi Nono.
1955 verpflichtete Karl Böhm sie an die Wiener Staatsoper. Sie wurde dort eine der wichtigsten Sängerinnen und 1962 zur Kammersängerin ernannt. Fast 40 Jahre war sie Mitglied des Ensembles. In dieser Zeit sang sie in 769 Aufführungen 42 verschiedene Partien. Ebenfalls 1955 debütierte sie bei den Salzburger Festspielen und sang dort bis 1993 (Liederabend am 9. August). Ab den 1960er Jahren sang sie bei den Bayreuther Festspielen (Brangäne und Kundry) sowie an der Mailänder Scala (mit Maria Callas) und am Royal Opera House in Covent Garden, London.
Johann Sebastian Bachs Weihnachtsoratorium spielte sie mit Karl Richter ein.
Auch im außereuropäischen Ausland hatte Christa Ludwig Erfolg. Nach ihren Auftritten an der Lyric Opera in Chicago wurde sie von Rudolf Bing an die Metropolitan Opera New York geholt, wo sie 1959 als Cherubino (Le nozze di Figaro) debütierte. Bis 1993 sang sie dort wichtige Rollen wie Leonore (Fidelio), Dido (Les Troyens), Ortrud, Kundry, Marschallin, Waltraute und Fricka. Zu ihrem weiteren Repertoire zählten auch folgende Partien: Eboli (Don Carlos), Amneris (Aida), Lady Macbeth (Macbeth), Carmen, Brangäne (Tristan und Isolde), Venus (Tannhäuser), Octavian (Der Rosenkavalier), Komponist (Ariadne auf Naxos), Färberin (Die Frau ohne Schatten), Klytämnestra (Elektra), Marie (Wozzeck) und Judith (Herzog Blaubarts Burg).
Neben ihrer Operntätigkeit gab Christa Ludwig Liederabende in aller Welt und wirkte als Solistin bei Chor- und Orchesterkonzerten mit. Ihre bevorzugten Liederkomponisten waren Schubert, Schumann, Brahms, Wolf, Mahler, Pfitzner und Strauss. Klavierpartner bei ihren Liederabenden und Plattenaufnahmen waren unter anderen Sebastian Peschko, Erik Werba, Gerald Moore, Geoffrey Parsons, Irwin Gage und Charles Spencer. Bei einzelnen Projekten arbeitete sie auch mit Daniel Barenboim, Tzimon Barto, Leonard Bernstein und James Levine als jeweilige Klavierpartner zusammen.
Mit der Fricka (Die Walküre) hatte Christa Ludwig 1993 ihren letzten Auftritt an der Metropolitan Opera in New York. 1993 und 1994 gab sie weltweit ihre Abschiedstournee mit einem Liedprogramm. Am 14. Dezember 1994 verabschiedete sie sich nach einer fast fünfzigjährigen Bühnenkarriere in der Wiener Staatsoper als Klytämnestra von ihrem Bühnenpublikum.
Die wichtigsten Dirigenten, die ihre Karriere begleiteten, waren Karl Böhm, Herbert von Karajan und Leonard Bernstein. Für sie war Bernstein der „Herrlichste von allen“. In ihrer Karriere traf sie mit zahlreichen Sängerpersönlichkeiten der Opernwelt zusammen, u. a. mit Elisabeth Schwarzkopf, Maria Callas, Anna Moffo, Franco Corelli, Ileana Cotrubas, Edita Gruberová, Fritz Wunderlich, Plácido Domingo, Dietrich Fischer-Dieskau und Luciano Pavarotti.
Von 1957 bis 1970 war sie mit dem Sänger Walter Berry (1929–2000) verheiratet, mit dem sie einen gemeinsamen Sohn, Wolfgang Marc Berry (1959–2022), hatte. 1972 heiratete sie den französischen Schauspieler und Regisseur Paul-Émile Deiber (1925–2011). Sie lebte in Klosterneuburg in der Nähe von Wien. Zu ihrem 90. Geburtstag gab sie Jürgen Kesting in der Frankfurter Allgemeinen Zeitung ein Interview, und zu ihrem 90. Geburtstag erschien auch ihre Autobiografie Leicht muss man sein. Erinnerungen an die Zukunft (aufgezeichnet von Erna Cuesta und Franz Zoglauer).
Christa Ludwig starb im April 2021 im Alter von 93 Jahren in Klosterneuburg.

## Auszeichnungen
- 1962: Österreichische Kammersängerin
- 1969: Mozartmedaille durch die Mozartgemeinde Wien[9]
- 1980: Goldener Ring der Wiener Staatsoper
- 1980: Silberne Rose der Wiener Philharmoniker
- 1980: Goldene Gustav-Mahler-Medaille
- 1980: Hugo-Wolf-Medaille (Österreich)
- 1981: Ehrenmitglied der Wiener Staatsoper
- 1981: Ritter des Ordre des Arts et des Lettres
- 1988: Goldenes Ehrenzeichen des Landes Salzburg
- 1989: Kommandeur des Ordre des Arts et des Lettres
- 1989: Ritter der französischen Ehrenlegion
- 1994: Großes Ehrenzeichen für Verdienste um die Republik Österreich
- 1995: Berliner Bär (B.Z.-Kulturpreis)
- 2003: Offizier der französischen Ehrenlegion
- 2004: Großes Bundesverdienstkreuz (4. Oktober 2004)[10]
- 2007: Großes Silbernes Ehrenzeichen für Verdienste um die Republik Österreich[11]
- 2008: Auszeichnung für ihr Lebenswerk auf der Midem
- 2008: Saeculum-Glashütte Original-Musikfestspiel-Preis im Rahmen der Dresdner Musikfestspiele
- 2008: Ehrendoktorwürde der Fryderyk-Chopin-Musikakademie Warschau
- 2010: Kommandeur der französischen Ehrenlegion
- 2010: Hugo-Wolf-Medaille (Deutschland)
- 2012: Goldenes Ehrenzeichen des Landes Steiermark
- 2013: Ehrennadel mit Rubin der Salzburger Festspiele
- 2015: Ehrenplakette Richard Strauss des Richard-Strauss-Festivals in Garmisch-Partenkirchen
- Ehrenmitgliedschaft der „European Voice Teachers Association (EVTA)“
- 2016: Gramophone’s Lifetime Achievement Award
- 2018: Goldener Rathausmann der Stadt Wien
- 2018: Opus Klassik für ihr Lebenswerk

## Diskografie

### Oper
- Béla Bartók: Herzog Blaubarts Burg (Judith, unter István Kertész, Decca 1965)
- Ludwig van Beethoven: Fidelio (Leonore, unter Otto Klemperer, EMI 1962; unter Herbert von Karajan, DG 1962; unter Arthur Rother, Arthaus 1963, nur als DVD; unter Karl Böhm, OPD 1969)
- Vincenzo Bellini: Norma (Adalgisa, unter Tullio Serafin, EMI 1960)
- Leonard Bernstein: Candide (Old Lady, unter Leonard Bernstein, DG 1989, auch als DVD)
- Georges Bizet: Carmen (Carmen, unter Horst Stein, EMI 1961; unter Lorin Maazel, Orfeo 1966)
- Claude Debussy: Pelléas et Mélisande (Genevieve, unter Claudio Abbado, DG 1991)
- Gottfried von Einem: Der Besuch der alten Dame (Claire Zachanassian, unter Horst Stein, Amadeo 1971)
- Umberto Giordano: Andrea Chénier (Madelon, unter Riccardo Chailly, Decca)
- Christoph Willibald Gluck: Iphigenie in Aulis (Iphigenie, unter Karl Böhm, Orfeo 1962)
- Georg Friedrich Händel: Julius Cäsar (Cornelia, unter Ferdinand Leitner, Orfeo 1965)
- Engelbert Humperdinck: Hänsel und Gretel (Knusperhexe, unter Kurt Eichhorn, RCA 1971; unter Sir Colin Davis, Philips 1991)
- Engelbert Humperdinck: Hänsel und Gretel (Gertrud, unter Sir John Pritchard, CBS 1977)
- Claudio Monteverdi: L’incoronazione di Poppea (Ottavia, unter Julius Rudel, Legendary Recording 1978)
- Wolfgang Amadeus Mozart: Così fan tutte (Dorabella, unter Karl Böhm, Decca 1955, EMI 1962 und Gala 1962)
- Wolfgang Amadeus Mozart: Don Giovanni (Donna Elvira, unter Otto Klemperer, EMI 1967)
- Wolfgang Amadeus Mozart: Le nozze di Figaro (Cherubino, unter Karl Böhm, Philips 1956; Orfeo 1957)
- Wolfgang Amadeus Mozart: Die Zauberflöte (Zweite Dame, unter Karl Böhm, Decca 1955; unter Otto Klemperer, EMI 1964)
- Jacques Offenbach: Les contes d’Hoffmann (Stimme der Mutter, unter Seiji Ozawa, DG 1986)
- Carl Orff: De temporum fine comoedia (Stimme, unter Herbert von Karajan, DG 1973)
- Hans Pfitzner: Palestrina (Silla, unter Robert Heger, RCA 1964)
- Ildebrando Pizzetti: Mord in der Kathedrale (2. Chorführerin, unter Herbert von Karajan, DG 1960)
- Giacomo Puccini: Madama Butterfly (Suzuki, unter Herbert von Karajan, Decca 1974)
- Giacomo Puccini: Suor Angelica (Zia Principessa, unter Richard Bonynge, Decca 1979)
- Camille Saint-Saëns: Samson et Dalila (Dalila, unter Giuseppe Patané, RCA 1973)
- Johann Strauß: Die Fledermaus (Prinz Orlofsky, unter Otto Ackermann, EMI 1959)
- Richard Strauss: Capriccio (Clairon, unter Wolfgang Sawallisch, EMI 1957; unter Georges Prêtre, Orfeo 1964)
- Richard Strauss: Elektra (Klytämnestra, unter Seiji Ozawa, Philips 1988)
- Richard Strauss: Die Frau ohne Schatten (Färberin, unter Herbert von Karajan, DG 1964; unter Karl Böhm, Opera 1974)
- Richard Strauss: Der Rosenkavalier (Octavian, unter Herbert von Karajan, EMI 1956)
- Richard Strauss: Der Rosenkavalier (Feldmarschallin, unter Karl Böhm, DG 1969; unter Leonard Bernstein, CBS 1971)
- Richard Strauss: Salome (Page der Herodias, unter Kurt Schröder, Myto 1952)
- Giuseppe Verdi: Un ballo in maschera (Ulrica, unter Sir Georg Solti, Decca 1983)
- Giuseppe Verdi: Falstaff (Mrs. Quickly, unter Herbert von Karajan, DG 1980, auch als DVD; unter Lorin Maazel, Orfeo 1983)
- Giuseppe Verdi: Macbeth (Lady Macbeth, unter Karl Böhm, Foyer 1970)
- Giuseppe Verdi: Il trovatore (Azucena, unter Herbert von Karajan, Artists 1977)
- Richard Wagner: Götterdämmerung (Waltraute, unter Sir Georg Solti, Decca 1964; unter Herbert von Karajan, DG 1970; unter James Levine, DG 1989, DVD)
- Richard Wagner: Lohengrin (Ortrud, unter Rudolf Kempe, EMI 1964; unter Karl Böhm, Orfeo 1965)
- Richard Wagner: Die Meistersinger von Nürnberg (Magdalene, unter Eugen Jochum, DG 1976)
- Richard Wagner: Parsifal (Kundry, unter Herbert von Karajan, RCA 1961; unter Sir Georg Solti, Decca 1971)
- Richard Wagner: Das Rheingold (Fricka, unter James Levine, DG 1988, auch als DVD)
- Richard Wagner: Rienzi (Adriano, unter Josef Krips, Melodram 1960)
- Richard Wagner: Die Walküre (Fricka, unter Sir Georg Solti, Decca 1965; unter James Levine, DG 1987, auch als DVD)
- Richard Wagner: Tannhäuser (Venus, unter Herbert von Karajan, DG 1963; unter Sir Georg Solti, Decca 1971)
- Richard Wagner: Tristan und Isolde (Brangäne, unter Karl Böhm, DG 1966; unter Herbert von Karajan, DG 1972)
- Highlights 1955–1974. Auszüge aus Aufführungen der Salzburger Festspiele, mit Werken von R. Strauss, Mozart, Gluck, Beethoven. (Orfeo)
- Live Recordings 1955–1994. Auszüge aus Aufführungen der Wiener Staatsoper, mit Werken von Mozart, Beethoven, Rossini, Bizet, Wagner, Verdi, Tschaikowsky, Pfitzner, R. Strauss, Berg, Debussy, von Einem. (Orfeo)
- The Legendary 1964 Recordings (R. Strauss, Gluck, Rossini, Wagner, unter Heinrich Hollreiser; RCA)
- Meine Dirigenten. Auszüge aus Aufnahmen mit Karl Böhm, Herbert von Karajan, Leonard Bernstein (DG 2007)
- Rarities, Auszüge aus La Cenerentola, Lohengrin, Don Carlos, Aida; Live-Aufnahmen aus der Wiener Staatsoper und der Metropolitan Opera New York 1959–1970 (Gala 2004)
- Die ersten Aufnahmen – Die größten Welterfolge, Live- und Studio-Aufnahmen seit 1950 (Documents)

### Konzert, Oratorium
- Johann Sebastian Bach: Johannes-Passion BWV 245 (unter Karl Forster, EMI 1962)
- Johann Sebastian Bach: Matthäus-Passion BWV 244 (unter Otto Klemperer, EMI 1960; unter Karl Böhm, Andromeda 1962; unter Herbert von Karajan, DG 1972)
- Johann Sebastian Bach: Messe h-Moll BWV 232 (unter Herbert von Karajan, DG 1973)
- Johann Sebastian Bach: Weihnachtsoratorium BWV 248 (unter Karl Richter, DG 1965)
- Ludwig van Beethoven: Missa solemnis D-Dur op. 123 (unter Herbert von Karajan, EMI 1958; unter Karl Böhm, DG 1974)
- Ludwig van Beethoven: Sinfonie Nr. 9 d-Moll op. 125 (unter Otto Klemperer, EMI 1957; unter Herbert von Karajan, Concerto 1968)
- Leonard Bernstein: Sinfonie Nr. 1 „Jeremiah“ (unter Leonard Bernstein, DG 1977)
- Johannes Brahms: Alt-Rhapsodie op. 53 (unter Otto Klemperer, EMI 1962; unter Karl Böhm, DG 1976)
- Anton Bruckner: Messe Nr. 3 f-Moll (unter Karl Forster, EMI 1962)
- Joseph Haydn: Die Schöpfung (unter Herbert von Karajan, DG 1966)
- Gustav Mahler: Sinfonie Nr. 2 c-Moll (unter Zubin Mehta, Decca 1975; unter Leonard Bernstein, DG 1987, auch als DVD; unter James Levine, Orfeo 1989)
- Gustav Mahler: Sinfonie Nr. 3 d-Moll (unter Václav Neumann, Supraphon 1981; unter Leonard Bernstein, DG 1987, auch als DVD)
- Gustav Mahler: Das Lied von der Erde (unter Fritz Reiner, Archipel 1958; unter Otto Klemperer, EMI 1964; unter Carlos Kleiber, Wiener Symphoniker 1967; unter Leonard Bernstein, CBS 1972, auch auf DVD; unter Herbert von Karajan, DG 1973; unter Václav Neumann, Praga 1983)
- Gustav Mahler: Des Knaben Wunderhorn (unter Leonard Bernstein, CBS 1968)
- Gustav Mahler: Lieder eines fahrenden Gesellen (unter Sir Adrian Boult, EMI 1958; unter Karl Böhm, Orfeo 1969)
- Gustav Mahler: Fünf Lieder nach Friedrich Rückert (unter Herbert von Karajan, DG 1974; unter Riccardo Muti, Sony 1992)
- Gustav Mahler: Kindertotenlieder (unter André Vandernoot, EMI 1958; unter Lorin Maazel, Gala 1968; unter Karl Böhm, Orfeo 1972; unter Herbert von Karajan, DG 1974)
- Wolfgang Amadeus Mozart: Messe c-Moll KV 427 (unter Ferdinand Grossmann, Preiser 1956)
- Wolfgang Amadeus Mozart: Requiem d-Moll KV 626 (unter Carlo Maria Giulini, EMI 1979)
- Giuseppe Verdi: Messa da Requiem (unter Herbert von Karajan, EMI 1958, Gala 1970 und DG 1972; unter Hans Schmidt-Isserstedt, Archipel 1961; unter Carlo Maria Giulini, EMI 1963)

### Lied
- Ausgewählte Lieder. Brahms, R. Strauss, Mahler, Wolf, Schubert (mit Gerald Moore, EMI 1957)
- Ausgewählte Lieder. Mahler, Schumann, Brahms (mit Gerald Moore, EMI 1959)
- Ausgewählte Lieder. Brahms, Mahler, R. Strauss, Pfitzner, Berg (mit Erik Werba, Orfeo 1963/1968)
- Ausgewählte Lieder. Schubert, Wolf, Mahler, R. Strauss, Bernstein (mit Charles Spencer, Arthaus 1994, nur als DVD)
- Johannes Brahms: Lieder. Auswahl (mit Leonard Bernstein; Sony 1972)
- Gustav Mahler: Lieder. Auswahl (mit Leonard Bernstein, CBS 1968)
- Franz Schubert: Lieder. Auswahl (mit Geoffrey Parsons, EMI 1961)
- Franz Schubert: Lieder. Auswahl (mit Irwin Gage, DG 1973/1974)
- Franz Schubert: Winterreise (mit James Levine, DG 1986; mit Charles Spencer, Arthaus 1994, nur als DVD)
- Robert Schumann: Frauenliebe und -leben (mit Geoffrey Parsons, Praga 1966)
- Robert Schumann: Liederkreis op. 39, Auswahl (mit Erik Werba, DG 1968)
- Richard Wagner: Wesendonck-Lieder (unter Otto Klemperer, EMI 1962)
- Hugo Wolf: Lieder der Mignon (mit Erik Werba; DG 1968)
- Hugo Wolf: Italienisches Liederbuch (mit Daniel Barenboim; DG 1975)
- Les Introuvables de Christa Ludwig (EMI 1957–1969)
- Farewell to Salzburg. Schumann, Mahler, Brahms, Strauss (mit Charles Spencer, RCA 1993)
- Tribute to Vienna. Beethoven, Schubert, Mahler, Wolf, Bernstein, R. Strauss, Brahms (mit Charles Spencer, RCA 1994, auch als DVD)